# Indien i olympiska sommarspelen 1996
Indien deltog i de olympiska sommarspelen 1996 med en trupp bestående av 49 deltagare. En av landets deltagare erövrade en bronsmedalj.

## Badminton
Damsingel
- Pvv Lakshimi
  1. 32-delsfinal: Besegrade Anne Gibson Storbritannien (11-6, 11-6)
  2. Sextondelsfinal: Förlorade mot Katarzyna Krasowska Polen (5-11, 6-11)

Herrsingel
- Deepankar Bhattacharya
  1. 32-delsfinal: Bye
  2. Sextondelsfinal: Förlorade mot Heryanto Arbi Indonesien {5-15, 4_15}

## Boxning
Lätt flugvikt
- Thapa Debendra
  1. Första omgången — Förlorade mot Makepula Masibulele (Sydafrika), efter att domaren stoppat matchen

Lätt tungvikt
- Gurcharn Singh
  1. Första omgången — Förlorade mot Enrique Flores (Puerto Rico), 7-15

Tungvikt
- Lakha Singh
  1. Första omgången — Förlorade mot Woiciech Bartnik (Polen), 2-14

## Bågskytte
Herrarnas individuella
- Lalremsanga Chhangte — Sextondelsfinal, 25:e plats (1-1)
- Skalzang Dorje — 32-delsfinal, 47:e plats (0-1)
- Limba Ram — 32-delsfinal, 63:e plats (0-1)

Herrarnas lagtävling
- Chhangte, Dorje och Ram — Sextondelsfinal, 14:e plats (0-1)

## Friidrott
Herrarnas diskuskastning
- Shakti Singh
  - Kval — 56,58m (→ gick inte vidare)

Damernas 4 x 400 meter stafett
- Beenamol Mathew, Rosakutty Kunnath Chacko, Jyotirmoyee Sikdar och Shiny Wilson
  - Kval — DSQ (→ gick inte vidare)

Herrarnas 1 500 meter
- Bahadur Prasad (IND) 3:46,16 (→ gick inte vidare)

## Judo
Herrarnas extra lättvikt
- Narender singh

Herrarnas halv lättvikt
- Najib Aga

## Landhockey
Herrar
Coach: Cedric D'Souza
- Subbaiah Anjaparavanda
- Harpreet Singh
- Mohammed Riaz
- Sanjeev Kumar
- Baljeet Singh
- Sabu Varkey
- Mukesh Kumar
- Rahul Singh
- Dhanraj Pillay
- Pargat Singh (c)
- Baljit Singh Dhillon
- Alloysuis Edwards
- Anil Alexander
- Gavin Ferreira
- Ramandeep Singh
- Dilip Tirkey

Gruppspel
| Lag       | Spelade | W | D | L | GF | GA | GD  | Poäng |
| --------- | ------- | - | - | - | -- | -- | --- | ----- |
| Spanien   | 5       | 4 | 0 | 1 | 14 | 5  | +9  | 8     |
| Tyskland  | 5       | 3 | 1 | 1 | 10 | 3  | +7  | 7     |
| Indien    | 5       | 2 | 2 | 1 | 8  | 3  | +5  | 5     |
| Pakistan  | 5       | 2 | 1 | 2 | 11 | 8  | +3  | 5     |
| Argentina | 5       | 2 | 0 | 3 | 9  | 13 | –4  | 4     |
| USA       | 5       | 0 | 0 | 5 | 3  | 23 | –20 | 0     |

## Tennis
Damsingel
Damdubbel
Herrsingel
- Leander Paes → Brons
  1. Första omgången — Besegrade Richey Reneberg (USA) 6-7 7-6 1-0 retired
  2. Andra omgången — Besegrade Nicolas Pereira (Venezuela) 6-2 6-3
  3. Tredje omgången — Besegrade Thomas Enqvist (Sverige) 7-5 7-6
  4. Kvartsfinal — Besegrade Renzo Furlan (Italien) 6-1 7-5
  5. Semifinal — Förlorade mot Andre Agassi (USA) 6-7 3-6
  6. Bronsmatch — Besegrade Fernando Meligeni (Brasilien) 3-6 6-2 6-4

Herrdubbel
- Mahesh Bhupathi & Leander Paes
  1. Första omgången — Besegrade Pan Bing & Xia Jiaping (Kina) 4-6 6-4 6-4
  2. Andra omgången — Förlorade mot T. Woodbridge & M. Woodforde (Australien) 6-4 2-6 2-6